# Neuhaeusgen
Neuhaeusgen (en luxembourgeois : Neihaischen  et en allemand : Neuhäuschen) est une section de la commune luxembourgeoise de Schuttrange située dans le canton de Luxembourg.